# بليز ستار
بليز ستار (بالإنجليزية: Blaze Starr) هي عارضة فنية ‏ وراقصة تعري وعارضة أمريكية، ولدت في 1932 في Twelvepole Creek ‏ في الولايات المتحدة، وتوفيت في 15 يونيو 2015 في Wilsondale, West Virginia ‏ في الولايات المتحدة.

## وصلات خارجية
- بليز ستار على موقع IMDb (الإنجليزية)
- بليز ستار على موقع إن إن دي بي (الإنجليزية)
- بليز ستار على موقع قاعدة بيانات الفيلم (الإنجليزية)